# Tando Muhammad Khan
Tando Muhammad Khan (Sindhi: ٽنڊو محمد خان, Urdu: ٹنڈو محمد خان) es una localidad de Pakistán, en la provincia de Sindh.

## Demografía
Según estimación 2010 contaba con 81905 habitantes.